# Portageville

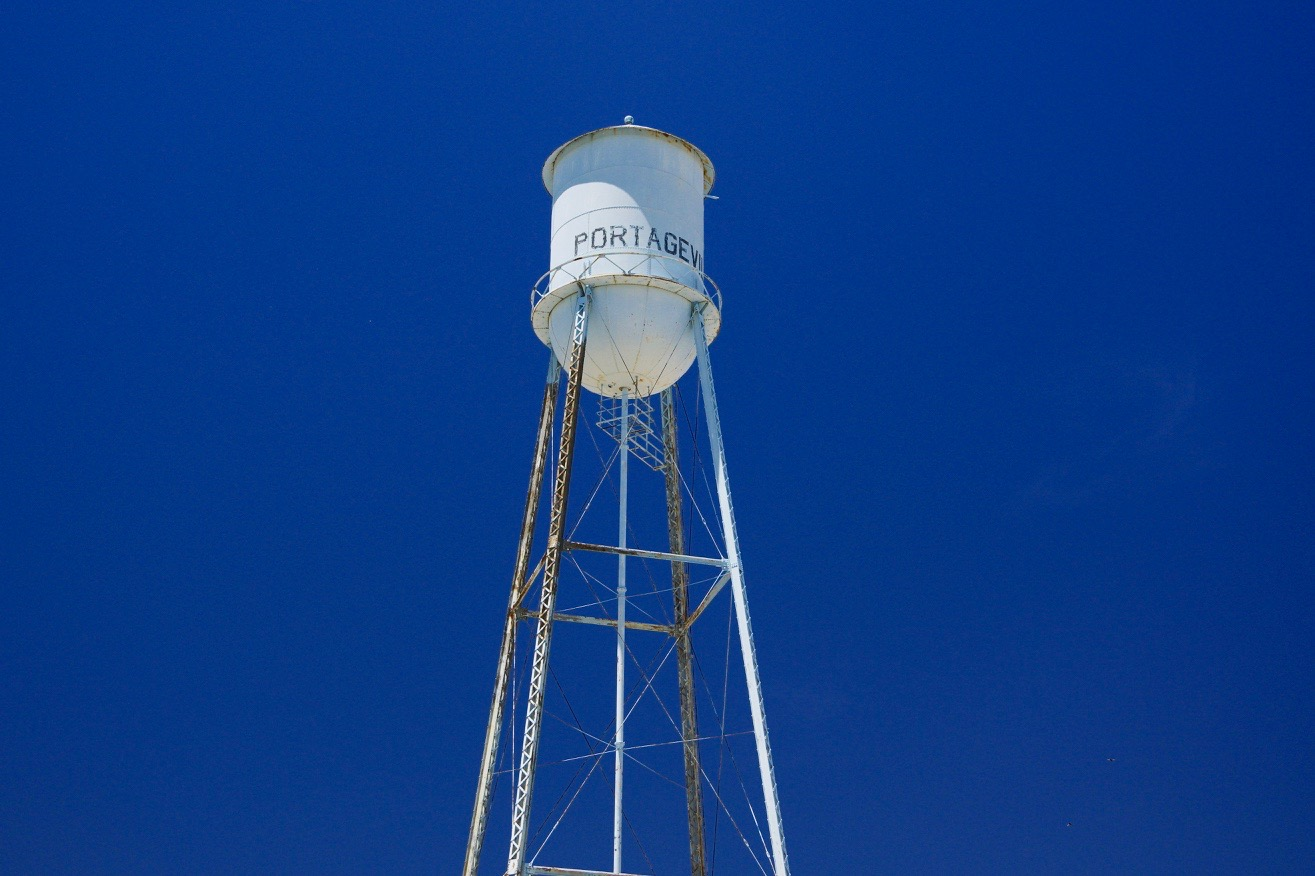
Wieża ciśnień w Portageville, Missouri, Stany Zjednoczone

Portageville – miasto w Stanach Zjednoczonych, w stanie Missouri, w hrabstwie New Madrid.